# پل دینو
پل فرنکلین دِیْنو (انگلیسی: Paul Franklin Dano؛ زادهٔ ۱۹ ژوئن ۱۹۸۴) بازیگر آمریکایی است. او فعالیتش را در تئاتر برادوی آغاز کرد و سپس برای بازی در ال.آی.ای. (۲۰۰۱) برنده جایزه ایندیپندنت اسپیریت شد. او برای نقش دوگانه‌اش در درام تاریخی تحسین‌شدهٔ خون به پا خواهد شد (۲۰۰۷) ساختهٔ پل توماس اندرسن نامزد دریافت جایزه بفتای بهترین بازیگر نقش مکمل مرد شد.
دینو در فیلم زندگی‌نامه‌ای ۱۲ سال بردگی (۲۰۱۳)، تریلر زندانیان (۲۰۱۳) و درام زندگی‌نامه‌ای عشق و بخشش (۲۰۱۴) ایفای نقش کرد که تمام این فیلم‌ها با نقدهای مثبت همراه بودند. او برای به تصویر کشیدن برایان ویلسون در عشق و بخشش نامزد دریافت جایزه گلدن گلوب بهترین بازیگر نقش مکمل مرد شد. او در سال ۲۰۲۲ نقش ادوارد نشتون / ریدلر را در فیلم ابرقهرمانی بتمن ایفا کرد و در فیلم داستان بلوغ خانواده فیبلمن ساختهٔ استیون اسپیلبرگ حضور داشت.
اولین تجربهٔ کارگردانی دینو با فیلم درام حیات وحش (۲۰۱۸) بر اساس رمان ریچارد فورد رقم خورد. او فیلم‌نامهٔ آن را با شریک زندگی‌اش زویی کازان نوشته است. در سال ۲۰۱۸، او در مینی‌سریال فرار به دانمورا بازی کرد که برای آن نامزد جایزه امی ساعات پربیننده در رشتهٔ بهترین بازیگر نقش مکمل مرد شد.

## کودکی
پل دینو متولد شهر نیویورک است. مادرش گلادیس و پدرش پل نام داشتند. بخاطر تاجر بودن و محل کار پدرش، دوران کودکی وی در شهر نیویورک گذشت. در سال ۲۰۰۲ موفق به کسب مدرک دیپلم خود از دبیرستان شده و سپس به دانشکده‌ای در نیویورک مشغول به تحصیل می‌شود.
وی یک خواهر کوچک‌تر به نام سارا دارد.

## زندگی شخصی
دینو از سال ۲۰۰۷ با بازیگر و نویسندهٔ آمریکایی زویی کازان در رابطه است. آنها یک دختر متولد اوت ۲۰۱۸ و یک پسر متولد اکتبر ۲۰۲۲ دارند. آن‌ها در بروکلین ساکن هستند.
دینو خواننده و نوازندهٔ اصلی گیتار گروه موسیقی موک است.

## فیلم‌شناسی

### فیلم
| سال  | عنوان                      | نقش                          | توضیحات                             |
| ---- | -------------------------- | ---------------------------- | ----------------------------------- |
| ۲۰۰۰ | The Newcomers              | Joel                         |                                     |
| ۲۰۰۱ | ال.آی.ای.                  | Howie Blitzer                | حضور با نام کامل Paul Franklin Dano |
| ۲۰۰۲ | باشگاه امپراتور            | Martin Blythe                |                                     |
| ۲۰۰۲ | Too Young to Be a Dad      | Matt Freeman                 |                                     |
| ۲۰۰۴ | گرفتن جان‌ها                | Young Asher                  |                                     |
| ۲۰۰۴ | دختر همسایه                | Klitz                        |                                     |
| ۲۰۰۵ | تصنیف جک و رز              | Thaddius                     |                                     |
| ۲۰۰۵ | The King                   | Paul                         |                                     |
| ۲۰۰۶ | میس سان‌شاین کوچولو         | Dwayne                       |                                     |
| ۲۰۰۶ | ملت حاضری‌خور               | Brian                        |                                     |
| ۲۰۰۷ | سلاح‌ها                     | کریس                         |                                     |
| ۲۰۰۷ | خون به پا خواهد شد         | پل ساندی / الی ساندی         |                                     |
| ۲۰۰۸ | بیماری‌های آشکار            | Rocco                        |                                     |
| ۲۰۰۸ | Light and the Sufferer     | Don ("Light")                |                                     |
| ۲۰۰۸ | Gigantic                   | Brian Weathersby             | همچنین تهیه‌کننده اجرایی             |
| ۲۰۰۹ | به‌دست آوردن وودستاک        | VW Guy                       |                                     |
| ۲۰۰۹ | The Good Heart             | Lucas                        |                                     |
| ۲۰۰۹ | جایی که موجودات وحشی هستند | Alexander (voice)            |                                     |
| ۲۰۱۰ | مرد اضافی                  | Louis Ives                   |                                     |
| ۲۰۱۰ | میان‌بر میک                 | Thomas Gately                |                                     |
| ۲۰۱۰ | شوالیه و روز               | Simon Feck                   |                                     |
| ۲۰۱۱ | کابوی‌ها و بیگانگان         | Percy Dolarhyde              |                                     |
| ۲۰۱۲ | فلین بودن                  | Nick Flynn                   |                                     |
| ۲۰۱۲ | رابی اسپارکس               | Calvin Weir-Fields           | همچنین تهیه‌کننده اجرایی             |
| ۲۰۱۲ | لوپر                       | Seth                         |                                     |
| ۲۰۱۲ | For Ellen                  | Joby                         | همچنین تهیه‌کننده اجرایی             |
| ۲۰۱۳ | ۱۲ سال بردگی               | John Tibeats                 |                                     |
| ۲۰۱۳ | زندانیان                   | الکس جونز                    |                                     |
| ۲۰۱۴ | عشق و بخشش                 | برایان ویلسون                |                                     |
| ۲۰۱۵ | جوانی                      | جیمی تری                     |                                     |
| ۲۰۱۶ | مرد ارتشی سوئیسی           | هنک                          |                                     |
| ۲۰۱۷ | اوکجا                      | جی                           |                                     |
| ۲۰۱۸ | حیات وحش                   | —                            | کارگردان، نویسنده و تهیه‌کننده       |
| ۲۰۲۱ | گناهکار                    | Matthew Fontenot (voice)     |                                     |
| ۲۰۲۲ | بتمن                       | Edward Nashton / The Riddler |                                     |
| ۲۰۲۲ | خانواده فیبلمن             | Burt Fabelman                |                                     |
| ۲۰۲۳ | پول احمقانه                | Keith Gill                   |                                     |
| ۲۰۲۴ | فضانورد                    | Hanuš                        | صداپیشه                             |

### تلویزیون
| سال       | عنوان            | نقش              | توضیحات                      |
| --------- | ---------------- | ---------------- | ---------------------------- |
| ۱۹۹۷      | Smart Guy        | Nicholas         | 1 قسمت                       |
| ۲۰۰۲–۲۰۰۴ | خانواده سوپرانو  | Patrick Whalen   | 2 قسمت                       |
| ۲۰۱۶      | جنگ و صلح        | پیر بزوخوف       | مینی‌سریال, 6 قسمت            |
| ۲۰۱۸      | فرار در دانمورا  | David Sweat      | مینی‌سریال, 7 قسمت            |
| ۲۰۲۲      | پخش زنده شنبه شب | خودش             | قسمت: "زوئی کراویتز/روسالیا" |
| ۲۰۲۲–۲۰۲۳ | Pantheon         | Caspian Keyes    | صداپیشه, 16 قسمت             |
| ۲۰۲۴      | آقا و خانم اسمیت | Harris Materbach | 2 قسمت                       |
| ۲۰۲۴      | Fantasmas        | Jeff             | بازیگر مهمان, 1 قسمت         |

### تئاتر
| سال       | عنوان               | نقش           | توضیحات                          |
| --------- | ------------------- | ------------- | -------------------------------- |
| ۱۹۹۶      | Inherit the Wind    | Howard        | تئاتر برنارد بی. جیکوبز          |
| ۱۹۹۷–۱۹۹۸ | A Christmas Carol   | Street Urchin | تئاتر هولو در مدیسن اسکوئر گاردن |
| ۲۰۰۷      | Things We Want      | چارلز         | Acorn Theatre                    |
| ۲۰۱۰–۲۰۱۱ | A Free Man of Color | مری‌وثر لوئیس  | تئاتر ویویان بومونت              |
| ۲۰۱۹      | True West           | آستین         | تئاتر امریکن ایرلاینز            |